# Бережок (Солецкий район)
Бережок — деревня в Солецком районе Новгородской области.

## География
Находится в западной части Новгородской области на расстоянии приблизительно 11 км на юго-восток по прямой от районного центра города Сольцы на правом берегу речки Колошка.

## История
На карте 1840 года уже была обозначена как Берег. В 1909 году здесь (деревня Старорусского уезда Новгородской губернии) было учтено 15 дворов. До 2020 года входила в состав Выбитского сельского поселения.

## Население
Численность населения: 84 человека (1909 год), 11 (русские 100 %) в 2002 году, 11 в 2010.